# 來源批判學
來源批判學（Source criticism）是对信息来源的评价，信息来源可以是一个文献、言论、图片或任何旨在获取信息的事物。来源批判是基于特定任务而对信息来源进行评价的跨学科研究。

## 來源批判的意義
在翻譯的問題： 丹麥詞「kildekritik」像挪威詞「kildekritikk」和瑞典詞「從德國「Quellenkritik」」過來的källkritik和德國史學家利奧波德·馮·蘭克（1795-1886）有緊密的關係。Hardtwig寫道：「他的[Rank's]Geschichte der romanischen und germanischen Völker von 1494–1514（拉丁和條頓人國家的歷史從1494年的到1514）（1824）是巨大成功。因為Ranke對他多樣的來源做了一個批判的分析範例
他已經顯示了某些他對歐洲概念的基本特徵，這對史料的編撰是非常重要的。Zur Kritik neuerer Geschichtsschreiber (在最近史學家的批判方法上)。 在這工作他提升了在18世纪末期使用的聖經批判，特別在古典文字學方面對科學歷史的寫作方法；（Hardtwig 2001年，第12739頁）。」
|  | 在十九、二十世紀較大的部份將由在德國以研究歷史方法為目標構想的歷史學校所控制。由史學家Leopold Ranke和Berthold Niebuhrn所帶領，他們對於歷史的構想，長期被視為現代的起源，「科學的」歷史，回逤到「狹窄的」歷史方法的構想，限制了歷史之於來源批判學嚴謹的特色。（羅倫茲 2001） |

來源批判學在美國被聖經研究所控制。（cf. Hjørland, 2008）。這個形式使得英文很少用於歷史方法和史學史（cf. Hjørland, 2008）。歐洲和美洲對於來源批判學使用的不同神奇的和Ranke對於大西洋兩端的影響有關。他被建議使用方法的不同並不是意外，而是由於歷史方法的不同看法。在德國或斯堪的納維亞傳統這個主題是被看重的，而英裔美國人的傳統相信歷史方法一定是具體和有相關的與被研究過的主題，因為來源批判學是沒有一般的領域的。[需要的引證]
在斯堪地納維亞國家和許多其他地方都用不同的觀點來研究來源評估(或資訊評估)，他部分的受到網路這個生長中的領域和像是圖書館信息學等其他領域所影響。在這段文章中，來源批判學研究和歷史或者聖經研究相比，被更加寬廣的透視。

### 相關的概念
很多形式跟來源批判學都有相關：
- 認知權威（英语：Cognitive authority）、權威 (原文批判)（英语：Authority (textual criticism)）
- 公信力（如：媒體公信力）
- 批判素養（英语：Critical literacy）
- 思辨性閱讀（英语：Critical reading）
- 审辩式思维
- 資訊素養
- 訊息批判
- 訊息特性
- 訊息評估
- 資訊批判學（英语：Information criticism）
- 在學術成就和科學的評估基準
- 相關性
- 來源可信度
- 信賴 (社會學)（英语：Trust (social sciences)）
- 信賴的價值

## 主要原理
什麼是來源批評學普遍的原理？有些原理是全體的，有些原理是某些特殊種類的資訊來源。有人也許問，來源批評學的原理是否對人文學科來說是獨特的？現今沒有一致的觀點，關於自然科學和人文學科之間的;相似和差異。 邏輯實證理論聲稱所有領域的知識皆根據相同原理。很多邏輯主義的評論者認為實證理論是科學的基礎，而詮釋學是人文學科的基礎。 這就如同是 Jürgen Habermas的論點。在符合一個較新的觀點之中， Hans-Georg Gadamer和Thomas Kuhn皆認為科學和人文學科就如同前s理解和範例，被調查員所下定論。詮釋學因而變成是一種普遍的理論。 然而，不同的是，人文學科的來源是人類喜好和先認知本身的產物，反之，自然科學的源頭並不是這樣。因此，人文學科是「加倍的解釋學」。然而，自然科學家也會使用人類的產品（例如科學論文），這些是先理解的產物（例如學術上的詭計）

## 法律學的來源批判
最重要的法律資源來自於會議、政府、法院、法律研究者。它們都被紀錄下來建立在一個被制定的制度。
在評定的過程裡，不同資訊來源和證據相對的價值總是法院決定性的因素－直接或者間接。在法院，對於重大的審議必須看來源是哪一類型的證據才是最重要的，或是用描述的方式在一個標準的途徑。雖然法律資訊大部分應用在法庭，他的適當性及有效性藉由在法院上的應用或是在思考實驗當中是被經過考驗的：如果嘗試過，在法院什麼將會是案例？
不同的見解關於不同資源的品質被連結到不同法律哲學：法律實證論就是法律原文應該被尊重的見解，在法律現實性、批判法律學和男女平等法律批判都說明法律是依據在一個寬闊的文化基礎。